# 14589 Stevenbyrnes
14589 Stevenbyrnes (1998 RW79) là một tiểu hành tinh vành đai chính được phát hiện ngày 14 tháng 9 năm 1998 bởi nhóm nghiên cứu tiểu hành tinh gần Trái Đất phòng thí nghiệm Lincoln ở Socorro.